# Dornier Do 27

Ehemalige deutsche Militärmaschine D-EGFR Do 27-A1

Die Dornier Do 27 ist ein leichtes einmotoriges STOL-Mehrzweckflugzeug des deutschen Herstellers Dornier. Als Schulterdecker mit vier bis sechs Sitzen wurde sie vorwiegend militärisch bei der Bundeswehr und in anderen Streitkräften verwendet. Der Entwurf basierte auf der von Dornier in Spanien entwickelten Dornier Do 25.

## Geschichte
Aufgrund des bestehenden Bau- und Flugverbots für Luftfahrzeuge verlagerten diverse deutsche Luftfahrtunternehmen und Konstrukteure nach dem Zweiten Weltkrieg ihre Aktivitäten ins Ausland. Claudius Dornier, Sohn des Flugzeugbauers und Konstrukteurs Claude Dornier, leitete 1951 in Madrid die Oficinas Tecnicas Dornier (OTEDO), ein Konstruktionsbüro für Flugzeuge, und beteiligte sich an einem Ausschreibungsverfahren für ein neues einmotoriges Verbindungsflugzeug mit Kurzstart- und Landeeigenschaften (STOL) für die spanischen Luftstreitkräfte. Ergebnis dieser Arbeit war der bei Construcciones Aeronáuticas S.A. (CASA) in Sevilla und Cadiz gefertigte Prototyp der Dornier Do 25, ein einmotoriger Schulterdecker, der am 25. Juni 1954 seinen Erstflug absolvierte. Ein weiterer Prototyp wurde am 26. August 1955 in Oberpfaffenhofen erstmals in Deutschland präsentiert, da mittlerweile ein Ende des Flugverbots absehbar war und die Wiederaufnahme der Flugzeugproduktion vorbereitet wurde.
Die Dornier Do 27 stellt eine Weiterentwicklung der Do 25 dar. Die Überarbeitung der Konstruktionspläne fand noch in Spanien statt. Änderungen wurden unter anderem am Tragflügel und dem Seitenleitwerk durchgeführt. Die bisher als Außentanks ausgeführten Treibstoffbehälter wurden in die Tragflächen integriert und als Motor wurde ein Lycoming GO-480-B1A6 eingebaut. Das bedeutend schwerere Aggregat und der dadurch veränderte Schwerpunkt machten eine Versetzung und Verstärkung des Fahrwerks nötig. Nach dem Bau einer Bruchzelle für Belastungsversuche wurde im Herbst 1955 mit der Fertigung eines Prototyps begonnen, der schließlich am 17. Oktober 1956 in Oberpfaffenhofen zum ersten Mal abhob.
Die Bundeswehr war mit 428 Flugzeugen der größte Abnehmer und erhielt am 14. Januar 1957 die erste Serienmaschine, die der Heeresfliegerstaffel 811 in Niedermendig übergeben wurde. Die Dornier Do 27 war somit das erste deutsche Motorflugzeug, welches nach dem Zweiten Weltkrieg in Serie produziert wurde.

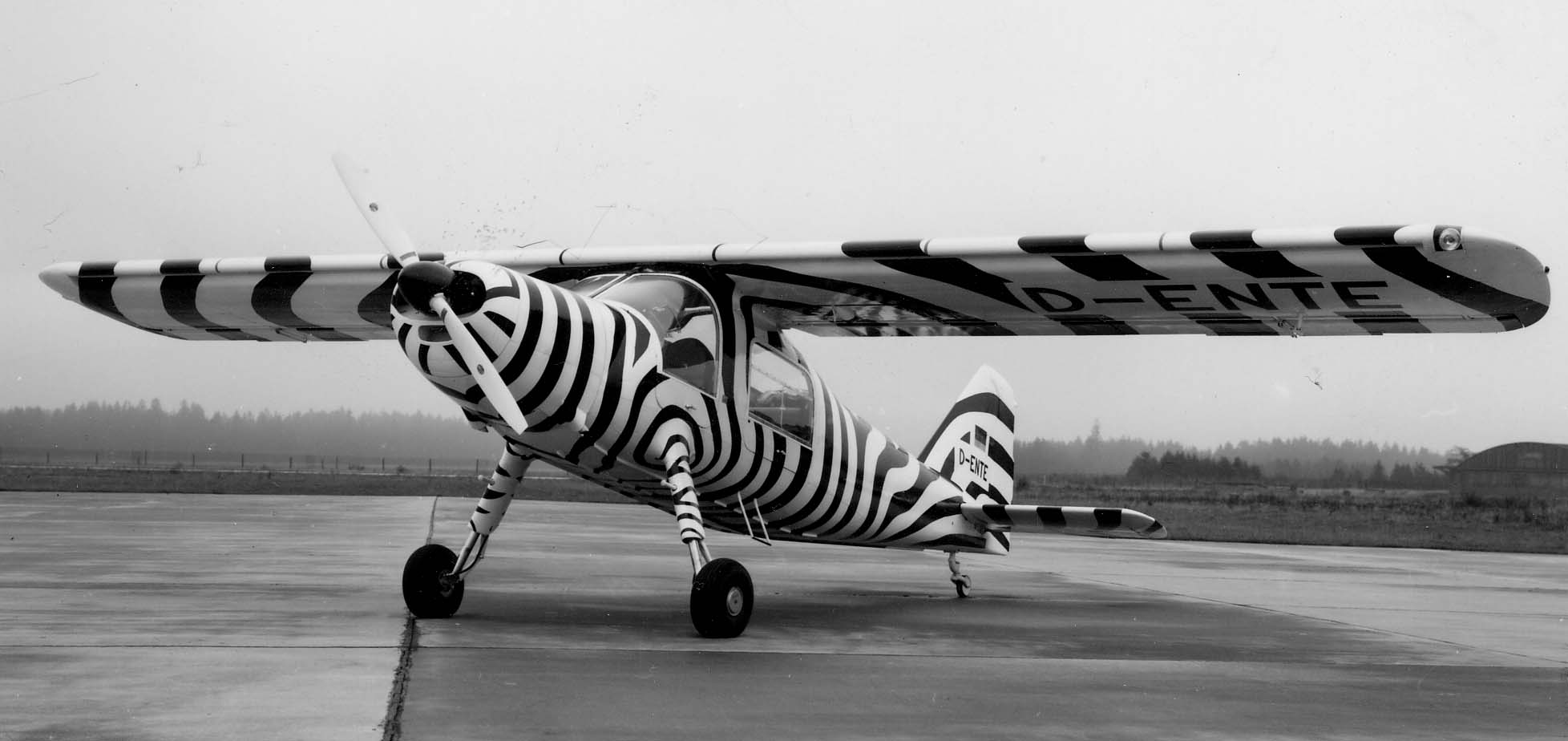
Die Do 27 (D-ENTE), mit der Michael Grzimek in Tansania verunglückte.

Aufgrund der guten Erfahrungen bei der Bundeswehr und den verstärkten Werbemaßnahmen der Firma Dornier wurde die Do 27 in den Folgejahren in diverse Länder exportiert, sowohl für militärische als auch für zivile Einsatzzwecke. Die erste ausgelieferte Do 27 einer zivilen Baureihe wurde einem großen Publikum als „fliegendes Zebra“ in dem oscarprämierten Dokumentarfilm Serengeti darf nicht sterben des Frankfurter Zoodirektors Bernhard Grzimek aus dem Jahr 1959 bekannt. Grzimek und sein Sohn Michael nutzten für ihre Forschungen zu den Wanderbewegungen der Wildtierherden im Serengeti-Nationalpark in Tansania eine Do 27 Q, die sich dafür aufgrund ihrer Langsamflugeigenschaften und ihrer Robustheit für den Einsatz abseits befestigter Pisten besonders gut eignete. Michael Grzimek verunglückte am 10. Januar 1959 mit einer Do 27 tödlich, als ein Altweltgeier mit der rechten Tragfläche zusammenstieß. Das Flugzeug stürzte aus einer Höhe von 200 Metern in einer steilen Rechtskurve ab.

## Konstruktion
Gemäß den Anforderungen, die an das Vorgängermodell Do 25 gestellt worden waren, war die Do 27 als robustes, einmotoriges Mehrzweckflugzeug mit hervorragenden Kurzstart- und Landeeigenschaften entworfen worden. Als freitragender Schulterdecker in Ganzmetallbauweise ausgelegt, befanden sich entlang der Nasenleiste des zweigeteilten Tragflügels starre Vorflügel. Der Rumpf war in Schalenbauweise ausgeführt und beherbergte einen Besatzungsraum für zwei Personen sowie einen Passagierraum mit Platz für bis zu 6 Personen oder je nach Bauart zwei Krankentragen. Höhen- und Seitenleitwerk sind in Normalbauweise ausgeführt und blechbeplankt. Sämtliche Ruderflächen sind stoffbespannt.
Als Triebwerk wurde serienmäßig ein Lycoming GO-480 eingebaut. Diese Kolbenflugmotoren wurde teilweise von BMW in Lizenz gefertigt.
Das Fahrwerk ist als starres Spornradfahrwerk mit zwei freitragenden Hauptfahrwerksstreben ausgelegt, die ölpneumatisch gedämpft sind. Die Bremsscheiben sind schwimmend in der Radfelge gelagert. Für die Landung auf Schnee war ein Rüstsatz mit Kufen verfügbar. Die Version mit Schwimmern als Wasserflugzeug wurde zwar erprobt, blieb jedoch ein Einzelstück.

## Produktion
Zwischen 1956 und 1965 wurden insgesamt 627 Do 27 unterschiedlicher Baureihen in den Dornier-Werken in Oberpfaffenhofen und München-Neuaubing gefertigt.
Die spanische Firma CASA, die bereits an der Entwicklung der Do 25 beteiligt war, baute 50 Maschinen ab 1959 unter der Bezeichnung CASA C-127 in Lizenz.
Die allerletzte Do 27 (Nr. 628, D-EGAO) wurde 1976, also 11 Jahre nach Ende der Serienproduktion, im Auftrag der Rüdesheimer Rheingau Air Service aus vorhandenen Ersatzteilen gefertigt und für Rundflüge eingesetzt. Diese Maschine war auch im Jahr 2018 noch in Betrieb.
| Version    | gebaute Exemplare | Ausführungen                                                                                         |
| ---------- | ----------------- | --- |
| Do 25      | 2                 | Zwei Prototypen                                                                                      |
| Do 27      | 3                 | Eine Bruchzelle + zwei Prototypen                                                                    |
| Do 27 A-1  | 175               | Grundausführung als sechssitziges Verbindungs- und Beobachtungsflugzeug                              |
| Do 27 A-2  | 2                 | Modifizierte A-1                                                                                     |
| Do 27 A-3  | 88                | Ausführung mit verstärktem Rumpfaufbau                                                               |
| Do 27 A-4  | 65                | Ausführung mit vergrößerter Spurweite                                                                |
| CASA C-127 | 50                | Spanische Lizenzversion auf Basis der A-1                                                            |
| Do 27 B-1  | 87                | Schulversion mit Doppelsteuer                                                                        |
| Do 27 B-2  | 5                 | B-1 mit zusätzlichen Bremsen für den zweiten Piloten                                                 |
| Do 27 B-3  | 16                | A-3 mit Doppelsteuer                                                                                 |
| Do 27 H-1  | 1                 | Reiseflugzeug mit Dreiblatt-Verstellpropeller und vergrößertem Seitenleitwerk                        |
| Do 27 H-2  | 15                | H-1 mit modifizierten Haupträdern und Sporn                                                          |
| Do 27 J-1  | 12                | Exportversion für die belgischen Heeresflieger auf Basis der A-4                                     |
| Do 27 K-1  | 16                | Exportversion für die portugiesische Luftwaffe auf Basis der A-4                                     |
| Do 27 K-2  | 24                | Exportversion für die portugiesische Luftwaffe auf Basis der K-1                                     |
| Do 27 Q-1  | 16                | Sechssitzige Zivilversion                                                                            |
| Do 27 Q-3  | 1                 | Viersitzige Zivilversion mit Continental-O-470K-Motor                                                |
| Do 27 Q-4  | 33                | Sechssitzige Zivilversion mit erhöhtem Tankinhalt                                                    |
| Do 27 Q-5  | 13                | Sechs- bis achtsitzige Version für Vermessungs-, Schulungs- und Schleppaufgaben                      |
| Do 27 Q-6  | 2                 | Q-5, die entsprechend den US-amerikanischen Zulassungsbestimmungen modifiziert wurde                 |
| Do 27 S-1  | 1                 | Wasserflugzeug mit Ganzmetallschwimmern auf Basis der Q-5                                            |
| Do 27 T-1  | 1                 | Versuchsträger der französischen Firma SFERMA für den Einbau einer Wellenturbine auf Basis einer Q-4 |
| Gesamt     | 628               | |

## Nutzung
Die Auslegung der Do 27 als Verbindungs- und Beobachtungsflugzeug mit STOL-Eigenschaften machte sie zu einem beliebten Flugzeug im In- und Ausland. Bereits nach 250 Metern erreicht sie eine Flughöhe von 15 Metern. Aus einer Höhe von 15 Metern benötigt sie für eine Landung eine Strecke von lediglich 183 Metern. Die militärischen Nutzer setzten sie hauptsächlich zu Transport- und Aufklärungsaufgaben ein, wobei auch Krankentransport und SAR-Dienst zu den Einsatzgebieten gehörten. Im Dienst der israelischen und portugiesischen Streitkräfte wurde die Dornier 27 auch bei Kampfeinsätzen verwendet. Im Falle der portugiesischen Streitkräfte wurden die Maschinen sogar mit Abschussvorrichtungen für Raketen und Bombenträgern ausgerüstet und bei der Niederschlagung von Aufständen eingesetzt.
Der zivile Einsatz beschränkte sich weitestgehend auf Transport- und Passagierflüge, unter anderem bei Kleinfluggesellschaften wie der Deutschen Taxiflug und Air Lloyd, die Kurzstreckenflüge anboten. Im kommerziellen Flugdienst wurde die Do 27 aber auch als Agrarflugzeug, Vermessungsflugzeug und Fotoplattform genutzt. Einige zivile Maschinen wurden nach Afrika verkauft und dort von Missionsstationen und Hospitälern genutzt.
In Deutschland wurden viele überzählige Bundeswehrmaschinen an private Halter und Fliegerclubs verkauft, wo diese auch als Schleppflugzeuge oder Absetzmaschinen für Fallschirmspringer über Jahre gute Dienste taten.
Der Feuerwehr-Flugdienst Niedersachsen betrieb in den 1980er Jahren mehrere Do 27 zur Lokalisierung und Überwachung von Waldbränden.

### Militärische Nutzer
Angola - Angolanische Streitkräfte
Einsatz von fünf Maschinen für Verbindungsaufgaben. Wahrscheinlich stammten die Maschinen aus Beständen der portugiesischen Luftwaffe.
 Belgien - Belgisches Heer
Die Heeresflieger der belgischen Armee nutzten von 1960 bis 1977 insgesamt zwölf Flugzeuge der Baureihe J-1 als Funkplattform und zum Absetzen von Fallschirmspringern. Nach ihrer Ausmusterung wurden sechs Maschinen an die Streitkräfte Malawis verkauft.
 Belize
 Burundi - Burundi National Defence Force
Einsatz einer zivil registrierten Do 27 Q-4.
 Deutschland - Bundeswehr
Die Bundeswehr als größter Nutzer der Do 27 setzte die insgesamt 428 beschafften Maschinen bei fast allen fliegenden Verbänden aller drei Teilstreitkräfte als Verbindungs-, Beobachtungs- und Schulungsflugzeuge ein. Insbesondere die Heeresfliegerverbände nutzten die Do 27 in den Anfangsjahren intensiv als Nahaufklärer und leichtes Transportflugzeug, da noch keine adäquaten Hubschrauber in ausreichenden Stückzahlen für diese Aufgaben zur Verfügung standen.
Überzählige Maschinen wurden in den 1960er Jahren nach und nach im Rahmen von Entwicklungshilfeprogrammen an die Luftstreitkräfte zahlreicher afrikanischer Länder abgegeben oder über die VEBEG an Privatpiloten und Luftsportvereine verkauft. Einige Flugzeuge verblieben in den Flugsportgruppen der Bundeswehr und dienten dort, bis zu deren Auflösung 1980, als Reiseflugzeuge und Schleppflugzeuge. Die letzte Do 27 wurde 1980 bei der Bundeswehr ausgemustert.
 Guinea-Bissau - Streitkräfte Guinea-Bissaus

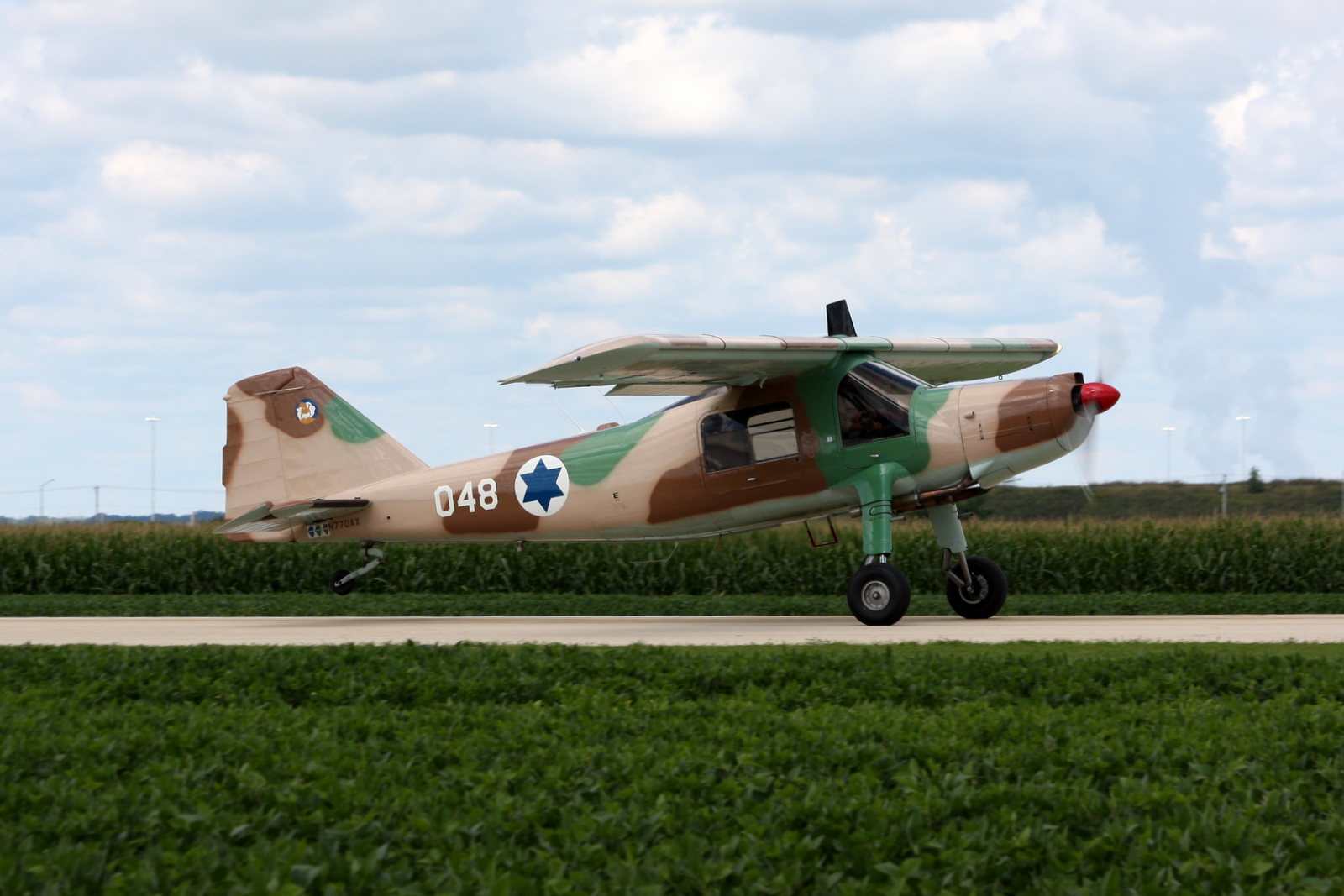
Do 27 „Dror“ in den Farben der israelischen Luftwaffe

Einsatz von zwei Maschinen für Verbindungsaufgaben. Wahrscheinlich stammten die Maschinen aus Beständen der portugiesischen Luftwaffe.
 Israel - Israelische Verteidigungskräfte
Die israelischen Luftstreitkräfte flogen von 1964 bis 1981 insgesamt 35 als „Dror“ (hebräisch: Spatz) bezeichnete Maschinen. Sie wurden als Verbindungs- und Beobachtungsflugzeuge, Artilleriebeobachter und zur Seeüberwachung eingesetzt. Bei Kampfhandlungen, unter anderem während des Jom-Kippur-Krieges 1973, wurden mindestens zwei Maschinen abgeschossen.
 Republik Kongo
 Malawi - Streitkräfte Malawis
Übernahme von insgesamt sechs Maschinen aus den Beständen der belgischen Heeresflieger.
 Mosambik - Streitkräfte Mosambiks
Die Streitkräfte Mosambiks nutzten mehrere Do 27, die beim Rückzug der Portugiesen zurückgelassen wurden.
 Nigeria - Nigerianische Streitkräfte
Im Rahmen der durch das Auswärtige Amt und das Bundesministerium für Verteidigung gewährten Aufbauhilfen für die Nigerianische Luftwaffe wurden Mitte der 1960er Jahre insgesamt 20 Maschinen aus Beständen der Bundeswehr nach Afrika geliefert. Die Ausbildung der Piloten und Mechaniker erfolgte teilweise in Deutschland.
 Portugal - Portugiesische Streitkräfte
Nach der Bundeswehr waren die Streitkräfte Portugals der größte Betreiber der Do 27. Neben 40 neu gefertigten Maschinen erhielt Portugal weitere 106 Flugzeuge aus Beständen der Bundeswehr. Ein Großteil der Maschinen wurde in den Kolonialkriegen Portugals zu Aufklärungszwecken und als leichtes Transportflugzeug eingesetzt. Einige dieser Do 27 wurden auch zur Aufstandsbekämpfung eingesetzt und zu diesem Zweck mit Waffen ausgerüstet. Als Artilleriebeobachter und zur Koordination von Luftnahunterstützung (Forward Air Control) verfügten diese Maschinen über Aufhängungen unter den Tragflächen für Markierungsraketen und kleine Splitterbomben.
 Ruanda
Einsatz einer zivil registrierten Do 27 Q-4.
 Schweden - Schwedische Heeresfliegertruppe
Als Ersatz für seine Piper Cub bestellten die Schwedischen Heeresflieger insgesamt 5 Do 27 A-4. Die Maschinen waren ab 1962 unter der Bezeichnung Fpl 53 als Verbindungs- sowie leichtes Transport- und Aufklärungsflugzeug im Dienst. In den Jahren 1967, 1976 und 1985 gingen drei davon durch Totalschaden verloren. Die verbliebenen zwei wurden 1991 ausgemustert und Luftfahrtmuseen überstellt.
 Schweiz - Schweizer Armee
Als Ersatz für die betagten Messerschmitt Bf 108 „Taifun“ und Fieseler Fi 156 „Storch“ kaufte die Schweizer Luftwaffe 1958 sieben Do 27 H-2, die als Verbindungs- und Beobachtungsflugzeuge sowie im Rettungsdienst eingesetzt wurden. Zuletzt waren noch zwei Maschinen für Fotoflüge im Einsatz, die schließlich am 29. September 2008 nach 50 Jahren Dienst ausgemustert wurden.
 Spanien - Spanische Streitkräfte

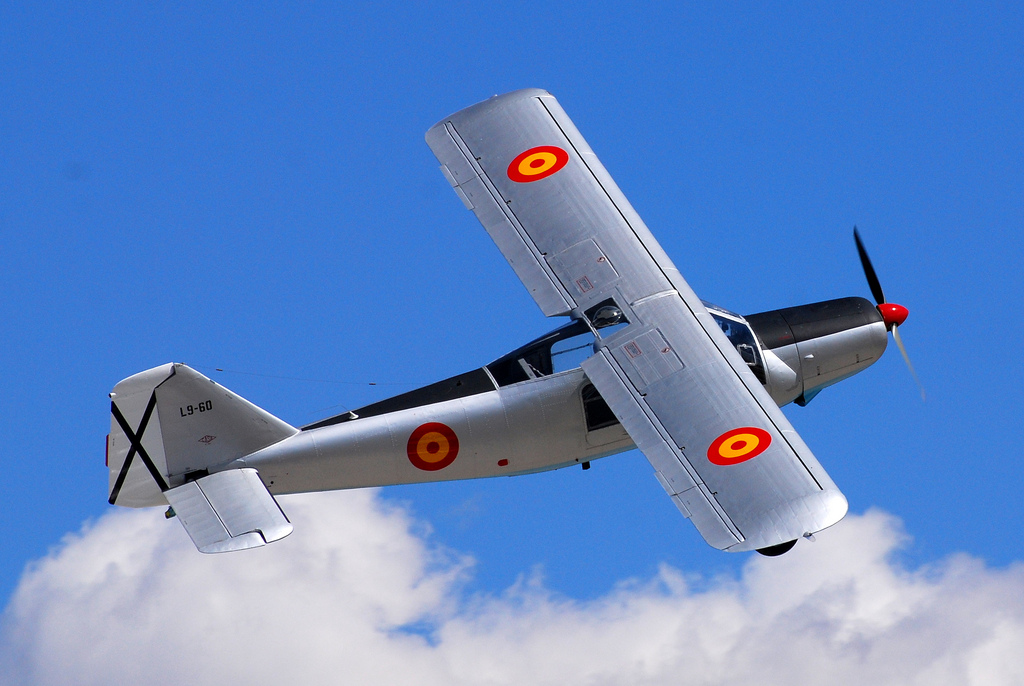
Do 27 der spanischen Luftstreitkräfte im Flug

Für die spanische Luftwaffe fertigte CASA unter der Bezeichnung CASA 127 insgesamt 50 Lizenzbauten der Do 27 A-1. Aus Beständen der Bundeswehr wurden später weitere 26 Maschinen geliefert. Sie wurden für Verbindungs- und leichte Transportaufgaben beschafft, jedoch später auch im SAR-Dienst sowie als Vermessungsflugzeug genutzt.
 Sudan - Sudanesische Armee
Einsatz von drei Do 27 A-4.
 Südafrika - Streitkräfte Südafrikas
Für Evaluationzwecke wurden 1958 durch die südafrikanische Luftwaffe zwei Do 27 A beschafft und ausgiebig getestet. Letztendlich entschied man sich jedoch für die Cessna 185. Eine Maschine (SAAF 5431) musste 1962 nach einem Unfall abgeschrieben werden. Das verbliebene Exemplar wurde 1967 nach Mosambik verkauft.
 Türkei - Türkisches Streitkräfte
Im Jahr 1965 wurden sechs Maschinen an das türkische Heer geliefert.
 Zypern - Zyprische Nationalgarde
Einsatz einer zivil registrierten Do 27.

## Technische Daten

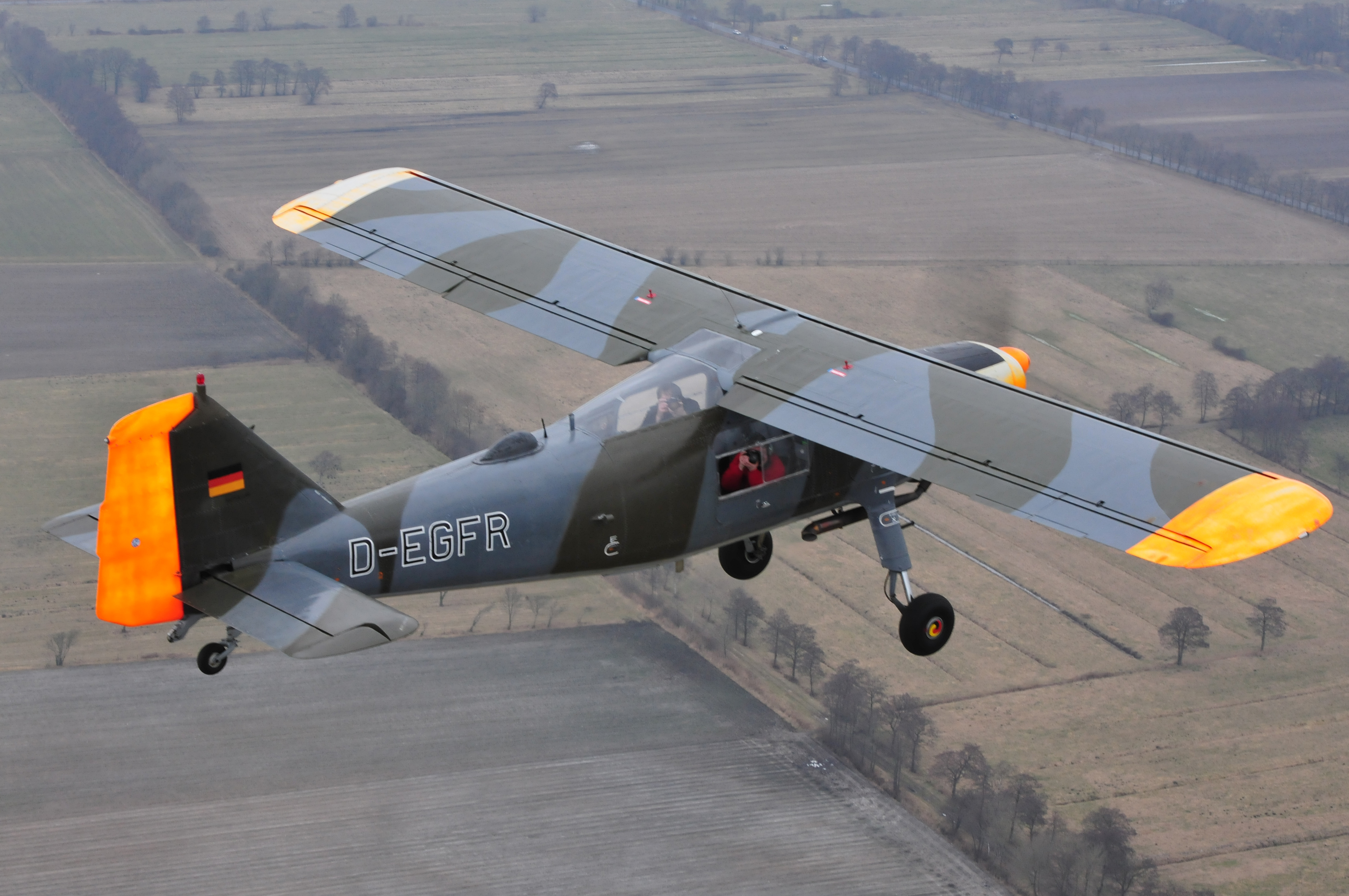
Do 27-A1 im Flug

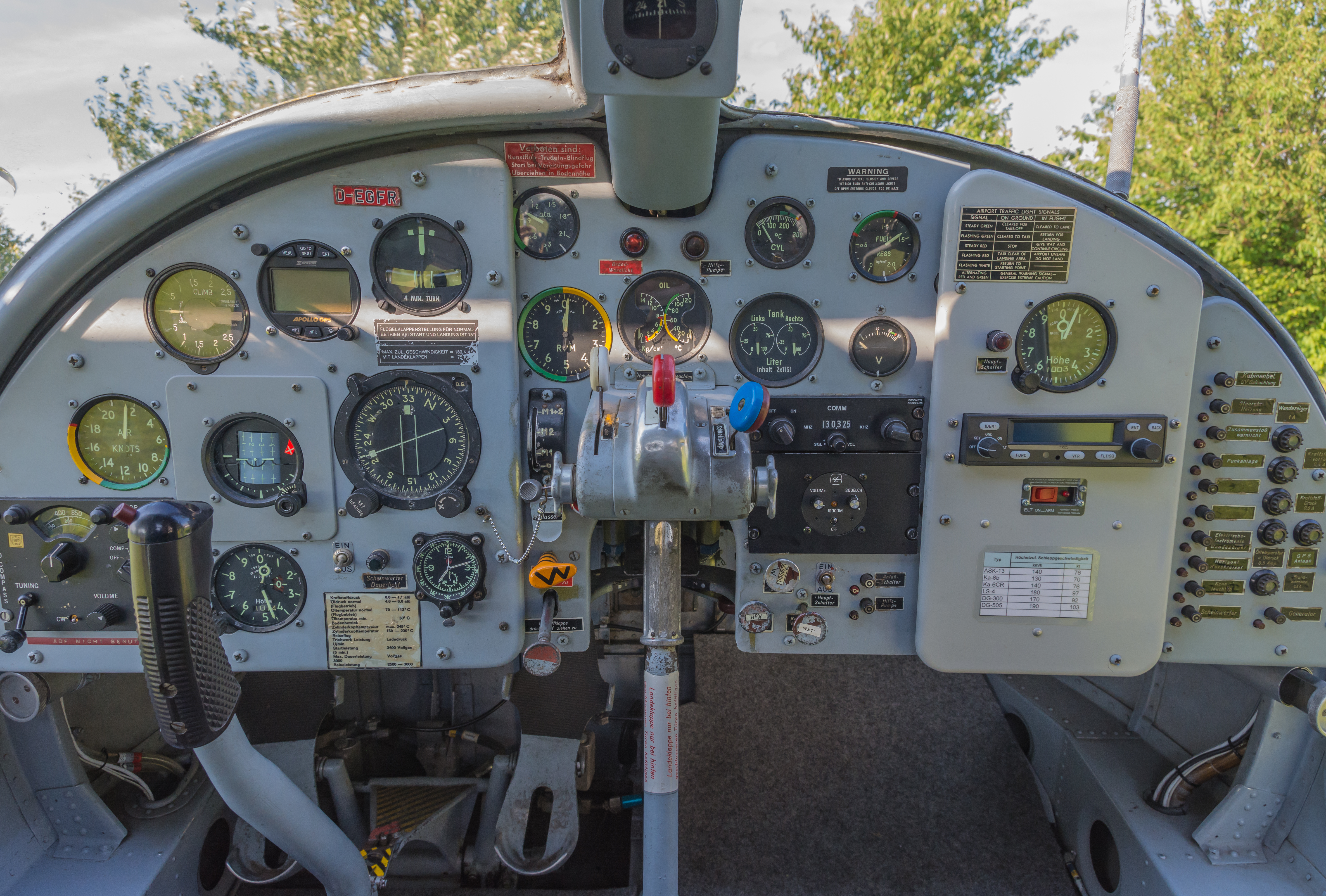
Cockpit

| Kenngröße             | Daten der Do 27 Q-1                                                |
| --------------------- | ------------------------------------------------------------------ |
| Länge                 | 9,60 m                                                             |
| Spannweite            | 12,00 m                                                            |
| Höhe                  | 2,71 m                                                             |
| Flügelfläche          | 19,40 m²                                                           |
| Flügelstreckung       | 7,4                                                                |
| Zuladung              | 4 bis 6 Personen                                                   |
| Leermasse             | 1046 kg                                                            |
| Startmasse            | 1744 kg                                                            |
| Antrieb               | ein 6-Zylinder-Boxermotor Lycoming GO-480 B1A6 mit 270 PS (199 kW) |
| Höchstgeschwindigkeit | 248 km/h                                                           |
| Reisegeschwindigkeit  | 200 km/h                                                           |
| Reichweite            | 843 km                                                             |

## Erhaltene Exemplare
Zahlreiche Do 27 sind in flugfähigem Zustand erhalten und werden durch zivile Halter betrieben. Im Jahr 2006 ging man von noch ca. 80 flugfähigen Exemplaren weltweit aus. Im Jahr 2018 waren allein 51 Maschinen noch in Deutschland registriert sowie weitere 21 in Europa sowie in der Türkei.
In der Vergangenheit fanden regelmäßig Do-27-Treffen auf verschiedenen Flugplätzen in Deutschland statt. Anlässlich des Fünfzigsten Jahrestages des Erstfluges fand in der Zeit von 18. bis 20. August 2006 auf dem Flughafen Friedrichshafen das 11. Internationale Dornier Do 27-Treffen statt, zu dem insgesamt 41 Maschinen anreisten.

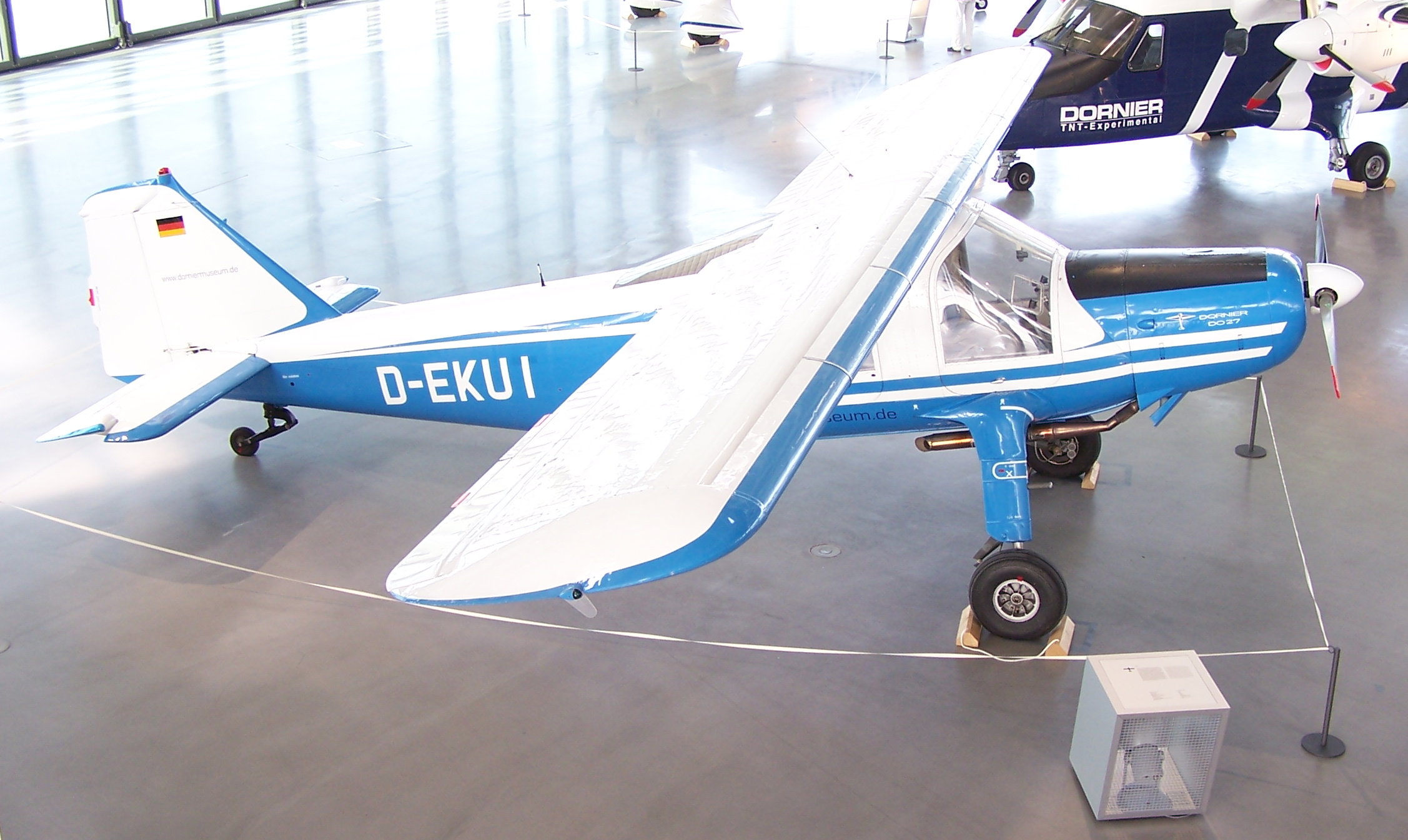
Dornier Do 27 im Dornier-Museum Friedrichshafen

Eine große Anzahl von Maschinen fand nach ihrer Ausmusterung aus den Streitkräften oder Stilllegung den Weg ins Museum. Verschiedene Do 27 sind unter anderem im Dornier-Museum in Friedrichshafen, dem Deutschen Museum in München, dem Musée Royal de l’Armée in Brüssel, dem schwedischen Flygvapenmuseum in Linköping/Malmen, dem Museum der israelischen Luftwaffe in Hatzerim und dem Spanischen Luftwaffenmuseum auf dem Flughafen Madrid-Cuatro Vientos bei Madrid zu sehen.
Im Frankfurter Zoo ist eine Do 27 installiert worden, die in ihrer Farbgebung der Maschine von Michael Grzimek nachempfunden ist. Die Überreste der Original-Maschine, mit der dieser abgestürzt war, wurden vom Ngorongoro-Krater geborgen und sind heute im Deutschen Technikmuseum Berlin ausgestellt.

### Modellbau
Die Modellbaufirma Graupner lieferte in den 60er-Jahren einen Bausatz der Do 27 für ein Fesselflugzeug.

## Ähnliche Flugzeugtypen
- Aero L-60 Brigadyr
- De Havilland Canada DHC-2 Beaver
- Fieseler Fi 156 Storch
- Helio Courier
- Max Holste Broussard
- Pilatus PC-6 Porter
- PZL-104 Wilga
- Scottish Aviation Pioneer